# Northwest Harwich (Massachusetts)
Northwest Harwich é um lugar designado pelo censo localizado no condado de Barnstable no estado estadounidense de Massachusetts. No Censo de 2010 tinha uma população de 3.929 habitantes e uma densidade populacional de 158,73 pessoas por km².

## Geografia
Northwest Harwich encontra-se localizado nas coordenadas 41° 41′ 37″ N, 70° 06′ 19″ O. Segundo a Departamento do Censo dos Estados Unidos, Northwest Harwich tem uma superfície total de 24.75 km², da qual 20.68 km² correspondem a terra firme e (16.46%) 4.07 km² é água.

## Demografia
Segundo o censo de 2010, tinha 3.929 pessoas residindo em Northwest Harwich. A densidade populacional era de 158,73 hab./km². Dos 3.929 habitantes, Northwest Harwich estava composto pelo 91.91% brancos, o 1.93% eram afroamericanos, o 0.64% eram amerindios, o 0.43% eram asiáticos, o 0.05% eram insulares do Pacífico, o 3.13% eram de outras raças e o 1.91% pertenciam a duas ou mais raças. Do total da população o 1.55% eram hispanos ou latinos de qualquer raça.